# Franz Hagenhofer
Franz Hagenhofer (29. září 1855 Safenhof u Kaindorfu – 5. dubna 1922 Safenhof u Kaindorfu) byl rakouský křesťansko sociální politik, na konci 19. a počátku 20. století poslanec Říšské rady, v poválečném období poslanec rakouské Národní rady.

## Biografie
Vychodil národní školu a roku 1884 převzal rodinné hospodářství a působil jako rolník. Angažoval se veřejně a politicky, zastupoval konzervativní zemědělské kuruhy. Později byl aktivní v Křesťansko sociální straně Rakouska. Působil jako člen obecní rady a po osmnáct let coby starosta obce Kopfing bei Kaindorf. V roce 1882 usedl do okresního zastupitelstva v Hartbergu. Byl předsedou katolicko-konzervativního rolnického spolku pro střední a horní Štýrsko a prezidentem rolnické spořitelny, která měla značný vliv. Od roku 1886 byl poslancem Štýrského zemského sněmu a od roku 1909 i členem zemského výboru. Na sněmu prosadil několik významných agrárních zákonů. V roce 1908 vedl skupinu dvou set protestujících konzervativních rolníků (takzvaný Bauernsturm) k univerzitě v Štýrském Hradci, kde demonstrovali proti potlačování katolických studentů ze strany liberálních studentských spolků.
V 90. letech 19. století se zapojil i do celostátní politiky. V doplňovacích volbách roku 1889 získal mandát v Říšské radě (celostátní zákonodárný sbor) za kurii venkovských obcí, obvod Hartberg, Weiz atd. Do sněmovny nastoupil 7. února 1890 místo Aloyse von Liechtensteina. V roce 1890 se uváděl jako člen parlamentního katolického Liechtensteinova klubu. Mandát za týž obvod obhájil i v řádných volbách do Říšské rady roku 1891, volbách do Říšské rady roku 1897 a volbách do Říšské rady roku 1901. Uspěl rovněž ve volbách do Říšské rady roku 1907, konaných poprvé podle všeobecného a rovného volebního práva, kdy byl zvolen za obvod Štýrsko 23. Usedl do poslanecké frakce Křesťansko-sociální sjednocení. Mandát zde obhájil ve volbách do Říšské rady roku 1911, kdy usedl do klubu Křesťansko-sociální klub německých poslanců. Ve vídeňském parlamentu setrval až do zániku monarchie. K roku 1911 se profesně uvádí jako rolník a člen zemského výboru.
Po válce zasedal v letech 1918–1919 jako poslanec Provizorního národního shromáždění Německého Rakouska (Provisorische Nationalversammlung). V poválečném Rakousku se nadále angažoval v zemské samosprávě ve Štýrsku. Byl jmenován zemským radou. Na funkci rezignoval roku 1920 ze zdravotních důvodů.